# Mixed Identities (film 1913)
Mixed Identities è un cortometraggio muto del 1913 diretto da William Humphrey. Il regista appare anche tra gli attori del film, interpretato da Wally Van e dalle gemelle Nash.

## Trama
Edna e Alice sono due gemelle che lavorano come stenografe in due uffici differenti. Alice lavora da Redman, Edna da Carter. I due uomini, che sono amici tra di loro, flirtano con le due ragazze, ignorando però ognuno l'esistenza dell'altra gemella. Una sera, Redman invita a cena Alice, facendo saltare un appuntamento con Carter. Quest'ultimo, per rimediare alla serata, invita Edna al ristorante, nello stesso locale dove si trovano gli altri due. La cosa ingenera una serie di equivoci quando Redman e Carter confondono una gemella con l'altra, senza capire che si tratta di due ragazze differenti. La confusione termina quando finalmente vedono le due insieme: stupefatti, finiscono a cena tutti e quattro insieme, ridendo della loro stravagante avventura.

## Produzione
Il film fu prodotto dalla Vitagraph Company of America.

## Distribuzione
Distribuito dalla General Film Company, il film - un cortometraggio di 200 metri - uscì nelle sale cinematografiche statunitensi il 21 aprile 1913. Nelle proiezioni, veniva programmato con il sistema dello split reel, accorpato in un'unica bobina con un altro cortometraggio prodotto dalla Vitagraph, il documentario Gala Day Parade, Yokohama, Japan.